# Antoni Wierzejski
Antoni Wierzejski (ur. 3 maja 1843 w Skale Podolskiej, zm. 9 sierpnia 1916 w Krakowie) – polski zoolog i hydrobiolog.

## Życiorys
Syn Józefa Wierzejskiego i Marii z Winiarskich. Ojciec zmarł, gdy Antoni miał cztery lata. Uczył się w gimnazjum we Lwowie, a następnie w Stanisławowie. W 1865 rozpoczął studia matematyczno-przyrodnicze na Wydziale Filozoficznym Uniwersytetu Jagiellońskiego, jednym z jego wykładowców i mentorów był prof. Maksymilian Nowicki, przy nim Antoni Wierzejski pełnił w latach 1867-1869 funkcję zastępcy asystenta. W 1868 został członkiem wiedeńskiego Towarzystwa Zoologiczno-Botanicznego, w 1871 uzyskał tytuł doktora filozofii i uprawnienia do wykonywania zawodu nauczyciela w gimnazjum. W marcu 1878 uzyskał stopień doktora habilitowanego oraz stanowisko docenta na Uniwersytecie Jagiellońskim, od tego czasu równocześnie pracował w gimnazjum św. Jacka, wykładał na uczelni i prowadził pracę naukową. W 1884 uzyskał tytuł profesora nadzwyczajnego, a trzy lata później zakończył pracę w gimnazjum i wykładał anatomię porównawczą na UJ. Od 1889 był rzeczywistym profesorem nadzwyczajnym anatomii porównawczej Uniwersytetu Jagiellońskiego w Krakowie. Dwa lata później został członkiem Akademii Umiejętności i uzyskał tytuł profesora zwyczajnego zoologii. W 1891 roku, po śmierci Maksymiliana Nowickiego, obejmuje katedrę zoologii, kierownictwo zakładu i muzeum zoologicznego. W 1912 przeszedł w stan spoczynku i otrzymał tytuł radcy dworu. Pochowany na cmentarzu Rakowickim w Krakowie.

## Praca naukowa
Prowadził badania w zakresie: anatomii, faunistyki (zwłaszcza faunistyki śródlądowych wód słodkich), cytologii i embriologii zwierząt, fauny jezior tatrzańskich (pionierskie opracowania).
Jako wykładowca wywarł znaczący wpływ na kształtowanie osobowości naukowej, m.in. Alfreda Lityńskiego, który z jego inspiracji rozpoczął badania fauny jezior tatrzańskich, oraz Kazimierza Simma, który pod jego opieką wyrósł na najwybitniejszego w swoim czasie polskiego znawcę gąbek słodkowodnych.